# Melolontha davidis
Melolontha davidis är en skalbaggsart som beskrevs av Leon Fairmaire 1878. Melolontha davidis ingår i släktet Melolontha och familjen Melolonthidae. Inga underarter finns listade i Catalogue of Life.